# 문유필
문유필(文惟弼, ? ~ 1228년 11월 21일)은 고려의 문신이다. 본관은 남평(南平)이며, 문극겸(文克謙)의 아들이다. 벼슬이 지문하성사(知門下省事)에 이르렀다.

## 생애
1216년(고려 고종 3) 추밀원사(樞密院使)였을 때 처가 가신(家臣)과 사통한 일이 발각되자 최충헌(崔忠獻)이 가신을 섬으로 유배하였다.
1220년(고종 7년) 직위를 남용하여 뇌물을 받은 사건으로 안서부사(安西副使)로 좌천되었으나, 1221년 수사공 좌복야(守司空左僕射)로 승진하였다.
1222년(고종 9년) 지문하성사(知門下省事)에 올랐고, 1227년 참지정사 판예부사(參知政事判禮部事)로 임명되었다.
1228년 11월 21일 지문하성사(知門下省事)로 재직 중 졸하자 3일간 조회를 중지하였다.